# Kweku Adoboli
Kweku Adoboli était un trader opérant à la banque suisse UBS, à Londres, connu pour son rôle dans la perte de trading de la banque UBS en 2011. 
Adoboli naît le 21 mai 1980. Sa maison familiale est à Accra, au Ghana, mais il vit au Royaume-Uni depuis 1991. Il est décrit comme étant « britannique par la culture, la citoyenneté et la gloire ».
Il est reconnu coupable de fraude et condamné à 7 ans de prison par un tribunal londonien le 20 novembre 2012. Ses agissements ont coûté plus de 2 milliards de dollars à UBS.
Il a été déporté par le gouvernement de Grande-Bretagne au Ghana, où il a repris une nouvelle carrière de trader à partir de 2020.